# Урочище Нивки
Урочище «Нивки» — гідрологічна пам'ятка природи місцевого значення в Україні. Розташована на території Житомирського району Житомирської області, на північ від села Тарасівка.
Площа — 3 га. Статус отриманий у 2020 році. Перебуває у віданні: Станишівська сільська рада.
У ландшафтній структурі територія гідрологічної пам'ятки природи — це глибока мальовнича балка, тальвег якої досяг рівня ґрунтових вод. У підніжжі бортів балки з-під землі б ють два природні джерела води, які облаштовані місцевим населенням. Вода в них якісна, питна, яку населення використовує для своїх потреб. Пріоритетом охорони пам'ятки природи є ландшафтний комплекс давньої балки, два природні джерела питної води та рослинність старого вільхового лісу.